# Nachlassspaltung
Die Nachlassspaltung ist ein Begriff aus dem Bereich des internationalen Privatrechts (IPR) und bezeichnet den Fall, dass verschiedene Vermögensbestandteile eines Nachlasses erbrechtlich unterschiedlichen Rechtsordnungen unterstehen.
Gegenbegriff ist die Nachlasseinheit (Anwendung nur einer Rechtsordnung, unabhängig von der Belegenheit der Vermögensbestandteile).

## Allgemeines
Bei einer Nachlassspaltung findet in der Regel zumindest teilweise ein Belegenheitsstatut Anwendung. Faktisch bilden zumeist Gegenstände des unbeweglichen Vermögens (Grundstücke und grundstücksgleiche Rechte) den Anlass für eine Nachlassspaltung.
Die rechtlichen Gründe für eine Nachlassspaltung können liegen
1. in einer Rechtswahl
2. im eigenen Kollisionsrecht (originär oder aus Rücksicht auf fremdes Recht)
3. im verwiesenen Kollisionsrecht (Teilrück- oder -weiterverweisung)
4. im anwendbaren Sachrecht (Beispiel Anerbenrecht)
5. ferner in den Regeln über die internationale Zuständigkeit (Begründung bzw. Ausschluss der Gerichtsbarkeit für bestimmte Vermögenswerte)

Staaten mit einer Unterscheidung zwischen beweglichem und unbeweglichem Vermögen im Kollisionsrecht sind beispielsweise die Länder des Common Law.
Die Nachlassspaltung bewirkt, dass die betreffenden Vermögensbestandteile getrennt behandelt werden müssen (beispielsweise ggf. auch im Rahmen des Pflichtteils).
Der Nachlassspaltung liegt die Perspektive nur eines (Ausgangs-)Staates zugrunde, wobei verschiedene Rechtsordnungen Anwendung finden. Geht es dagegen um die Divergenz der Perspektiven verschiedener Staaten im konkreten Erbfall, spricht man bisweilen von Nachlasskonflikt oder Nachlasskollision.

## Europäische Union
Das europäische internationale Erbrecht ist u. a. für Deutschland und Österreich seit 2015 grundsätzlich in der Verordnung (EU) Nr. 650/2012 (Erbrechtsverordnung, EuErbVO) geregelt. Sie ist allseitig anwendbar (Art. 20 EuErbVO), gilt allerdings nicht für Dänemark, Irland und das Vereinigte Königreich. Die EuErbVO geht vom Grundsatz der Nachlasseinheit aus, wonach das Erbstatut ein Gesamtstatut bildet und der gesamte Erbfall einheitlich ein und derselben Rechtsordnung unterliegt, unabhängig davon, in welchen Staaten sich die Vermögenswerte befinden. Maßgebliches Erbstatut ist entweder das nach Art. 22 EuErbVO einheitlich gewählte Recht, sonst nach Art. 21 EuErbVO das Recht des Staates, in dem der Erblasser im Zeitpunkt seines Todes seinen gewöhnlichen Aufenthalt hatte.

### Rechtswahl
Seit dem 17. August 2015 ist eine Rechtswahl für die Rechtsnachfolge von Todes wegen zulässig (Art. 83 Abs. 2, Art. 22 EuErbVO).

### Eigenes Kollisionsrecht
Die EuErbVO lässt bestehende internationale Übereinkommen unberührt (Art. 75 Abs. 1 EuErbVO). Diese können eine Nachlassspaltung vorsehen.
- Fallbeispiel: Zum Nachlass eines deutschen Staatsangehörigen gehört neben beweglichem Vermögen ein Grundstück in der Türkei. In diesem Fall findet das deutsch-türkische Nachlassabkommen von 1929 Anwendung, dessen § 14[2] für das bewegliche Vermögen deutsches Recht, für das Grundstück türkisches Recht zum Erbstatut bestimmt.
- Siehe auch Art. 28 Abs. 3 des deutsch-sowjetischen Konsularvertrages von 1958[3] (gültig für die Nachfolgestaaten der Sowjetunion ohne das Baltikum).[4]

Früher konnten nach deutschem IPR auch „besondere Vorschriften“ kollisionsrechtlicher Art aus dem Belegenheitsrecht als Einzelstatut das an sich berufene Erbstatut durchbrechen. Österreich verwies bei erblosem Nachlass bzw. Erbrecht des Fiskus auf das jeweilige Belegenheitsstatut (Kaduzitätsstatut).

### Teilrück- oder -weiterverweisung
Verweist die EuErbVO auf das Recht eines Drittstaats, dessen Kollisionsrecht teilweise (insbesondere für Grundbesitz) zurück- oder weiterverweist, so nimmt Art. 34 EuErbVO diese Verweisung an, soweit sie sich bezieht auf das Recht eines Mitgliedstaats oder das Recht eines anderen Drittstaats, der sein eigenes Recht anwendet.
- Fallbeispiel: Zum Nachlass einer Person mit gewöhnlichem Aufenthalt in England gehört ein Grundstück in Deutschland. In diesem Fall verweist Art. 21 EuErbVO auf das englische Recht, dessen Kollisionsrecht für unbewegliches Vermögen eine Rückverweisung auf das deutsche Recht beinhaltet.[8] Auch für die Frage der Qualifikation eines Vermögensrechts als beweglich oder unbeweglich verweist das englische Recht auf das Belegenheitsstatut (Qualifikationsverweisung).[9]
- Fallbeispiel: Zum Nachlass einer Person mit gewöhnlichem Aufenthalt in der Schweiz gehört ein Grundstück in England. In diesem Fall verweist Art. 21 EuErbVO auf das schweizerische Recht, das kollisionsrechtlich das eigene Sachrecht zum Erbstatut bestimmt (Art. 90 Abs. 1 IPRG), die Verweisung also grundsätzlich annimmt, für das Grundstück aber die eigene Gerichtsbarkeit ausschließt (Art. 86 Abs. 2 IPRG). Dieser Ausschluss der schweizerischen Gerichtsbarkeit bedeutet aus Sicht der EuErbVO für das Grundstück eine Weiterverweisung auf das englische Recht (Art. 34 Abs. 1 Buchst. b EuErbVO).

### Sachrecht
Besondere Regelungen des Belegenheitsstaats, die aus wirtschaftlichen, familiären oder sozialen Gründen unabhängig vom Erbstatut gelten sollen, finden Anwendung (Art. 30 EuErbVO).
- Fallbeispiel: Zum Nachlass einer Person mit gewöhnlichem Aufenthalt in der Schweiz gehört ein landwirtschaftlicher Hof in Deutschland. In diesem Fall verweist Art. 21 EuErbVO an sich auf das schweizerische Recht. Jedoch durchbricht das deutsche Höferecht das schweizerische Erbstatut.[10]

### Internationale Zuständigkeit
- Begründung der Gerichtsbarkeit nur für bestimmte Vermögenswerte wegen Belegenheit im eigenen Gebiet: Art. 10 Abs. 2 EuErbVO
- Fakultativer Ausschluss der Gerichtsbarkeit für bestimmte Vermögenswerte wegen Belegenheit in fremdem Gebiet: Art. 12 EuErbVO

## Schweiz
Die möglichen Gründe für eine Nachlassspaltung nach schweizerischem Recht sind ähnlich.
- Gespaltene Rechtswahl: Art. 90 Abs. 2, Art. 91 Abs. 2 IPRG (vgl. Art. 87 Abs. 2 IPRG)
- Staatsvertragliches Kollisionsrecht: z. B. Vertrag Schweiz-USA von 1850, Art. VI
- Teilrück- oder -weiterverweisung: Art. 91 Abs. 1, Art. 14 IPRG
- Sachrecht[11]
- Internationale Zuständigkeit: Begründung Art. 88, 89 IPRG; Ausschluss Art. 86 Abs. 2 IPRG